# Zbiornik Nielisz
Zbiornik Nielisz – sztuczne jezioro w powiecie zamojskim (województwo lubelskie), w Kotlinie Zamojskiej (Wyżyna Lubelska), utworzone na górnym Wieprzu w latach 1994–1998. Zapora czołowa akwenu była pierwszym w ówczesnym województwie zamojskim obiektem hydrotechnicznym tej wielkości. 

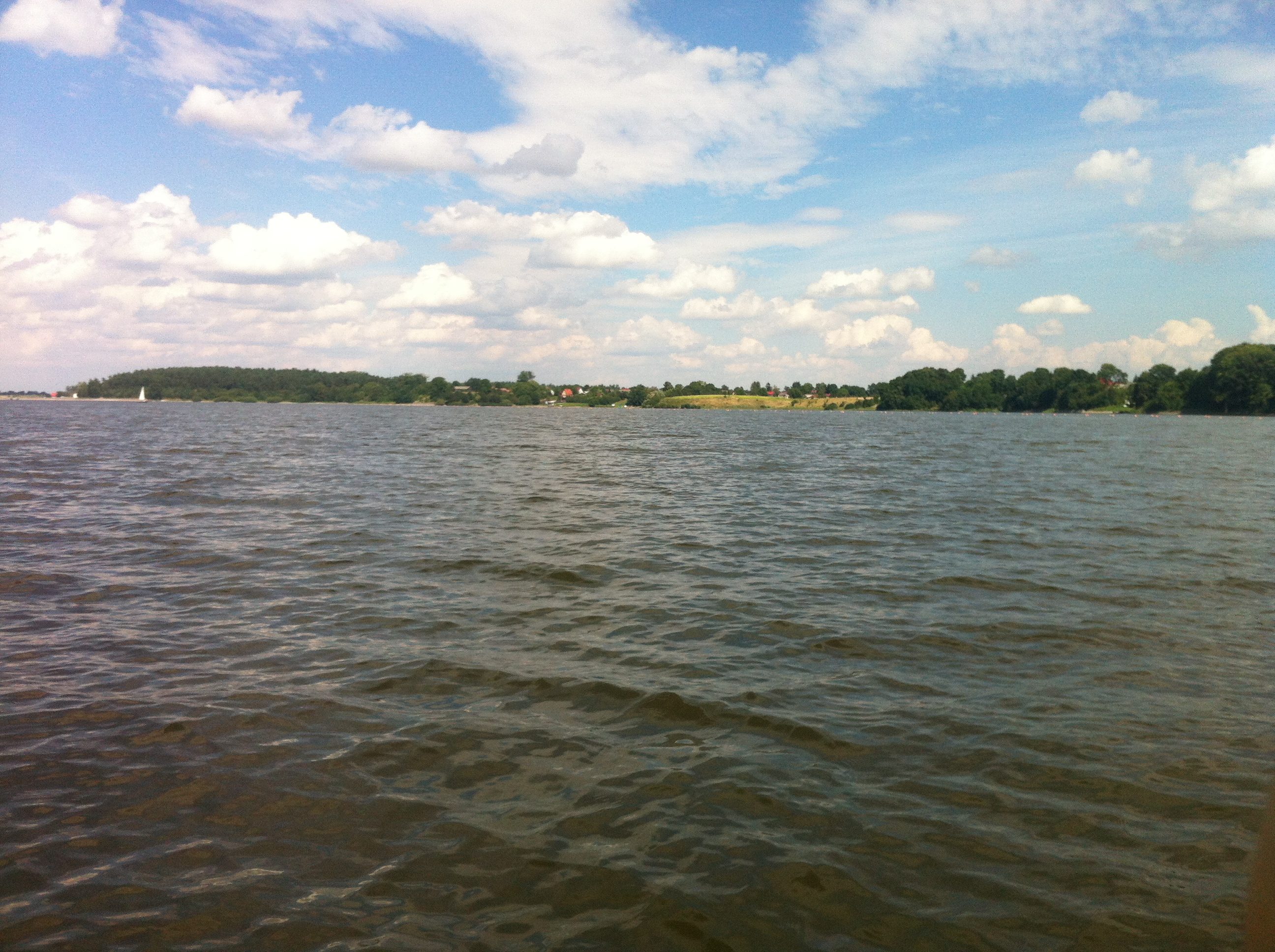

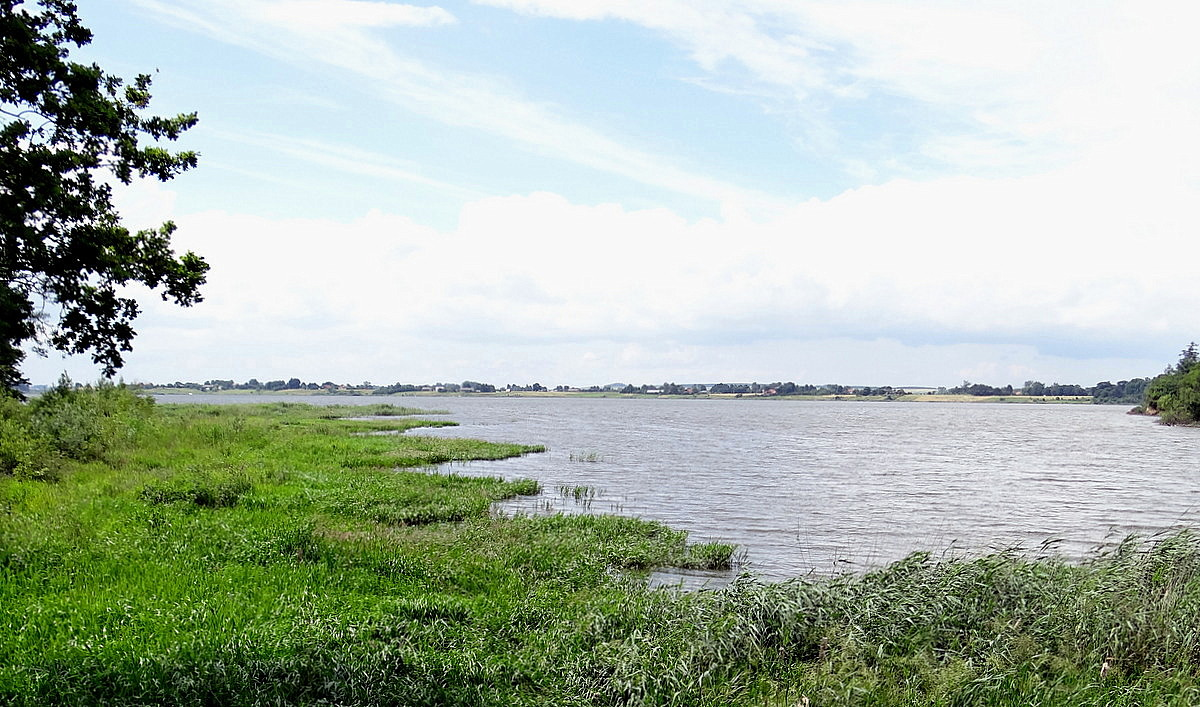
Widoki ogólne zbiornika

Zbiornik obejmuje tereny wsi: Nielisz, Nawóz, Kulików i Deszkowice. Przekrój piętrzenia w zbiorniku zamyka zlewnię o powierzchni 1281 km² (rzeki Wieprz oraz Por) i znajduje się na 235,4 kilometrze Wieprza. Zapora czołowa posadowiona jest w Nieliszu, w ciągu drogi Nielisz – Nawóz, w miejscu dawnej zapory zbiornika suchego (istniejącej od 1976). Zapora, przebudowana w latach 1994–1998, ma długość 760 metrów i rzędną korony 196 m n.p.m. (kolejni projektanci: Biuro Projektów Wodnych Melioracji w Lublinie, Spółka Wodno-Ściekowa Wieprz i od 1994 Bipromel Warszawa). Wykonana jest z piasków miejscowych (drobnych i pylastych). Korona ma osiem metrów szerokości, a droga na niej, pierwotnie brukowana, 6,5 metra szerokości. Skarpa odwodna ma nachylenie 1:4, a odpowietrzna 1:2. Żelbetowy jaz ma konstrukcję dokową, z dwoma przęsłami po sześć metrów każde i mechaniczne zamknięcia klapowe (6 x 4 metra). Próg jazu zlokalizowano na rzędnej 191 m n.p.m., filar i przyczółki – 196 m n.p.m., dno niecki wypadowej – 187 m n.p.m., z możliwością piętrzenia do 195 m n.p.m. Niecka wypadowa ma wymiary 13 x 27 metrów oraz próg o rzędnej 188,5 m n.p.m. Umocnieniem poszaru poniżej niecki są płyty żelbetowe na długości dziewięciu metrów, potem znajduje się materac faszynowo-kamienny o długości dwunastu metrów i metrowej grubości, kryty prefabrykowanymi płytami, a na końcu czternastometrowy narzut kamienny o grubości 0,6 metra. Jaz zaprojektowano w ten sposób, by była możliwość jego nadbudowy o 5,95 metra do rzędnej piętrzenia 198,75 m n.p.m. Pojemność zalewu to 15,7 miliona m³. Trudne warunki geotechniczne (grunty słabonośne) spowodowały konieczność wzmacniania podłoża. 
Główną funkcją zbiornika jest przeciwdziałanie powodziom. Zaprojektowano też funkcje energetyczną: projektowano elektrownię wodną o mocy 220 kW (obecna ma moc to 370 kW). Zbiornik ma też funkcję hodowlaną (zarybianie) i rekreacyjną, zwłaszcza dla Zamościa (sporty wodne, plażowanie i inne). 
Analiza z 2014 wykazała, że realizacja zbiornika pozytywnie wpłynęła na wyrównanie przepływów niskich Wieprza. Podniesienie poziomu wód podziemnych w okolicy zalewu miało wpływ na poprawę warunków krążenia wód w zlewniach przyległych. Zbiornik ma wpływ na stabilizację przepływów poniżej ujęcia wód do kanału Wieprz-Krzna. 
Elektrownia wodna Nielisz (przepływowa) korzysta z istniejącego piętrzenia w kilometrze 235+200. Oddano ją do użytku w grudniu 1997. Zakład wyposażony jest w jeden hydrozespół typu Kaplana o osi pionowej Mecamidi France.

## Galeria

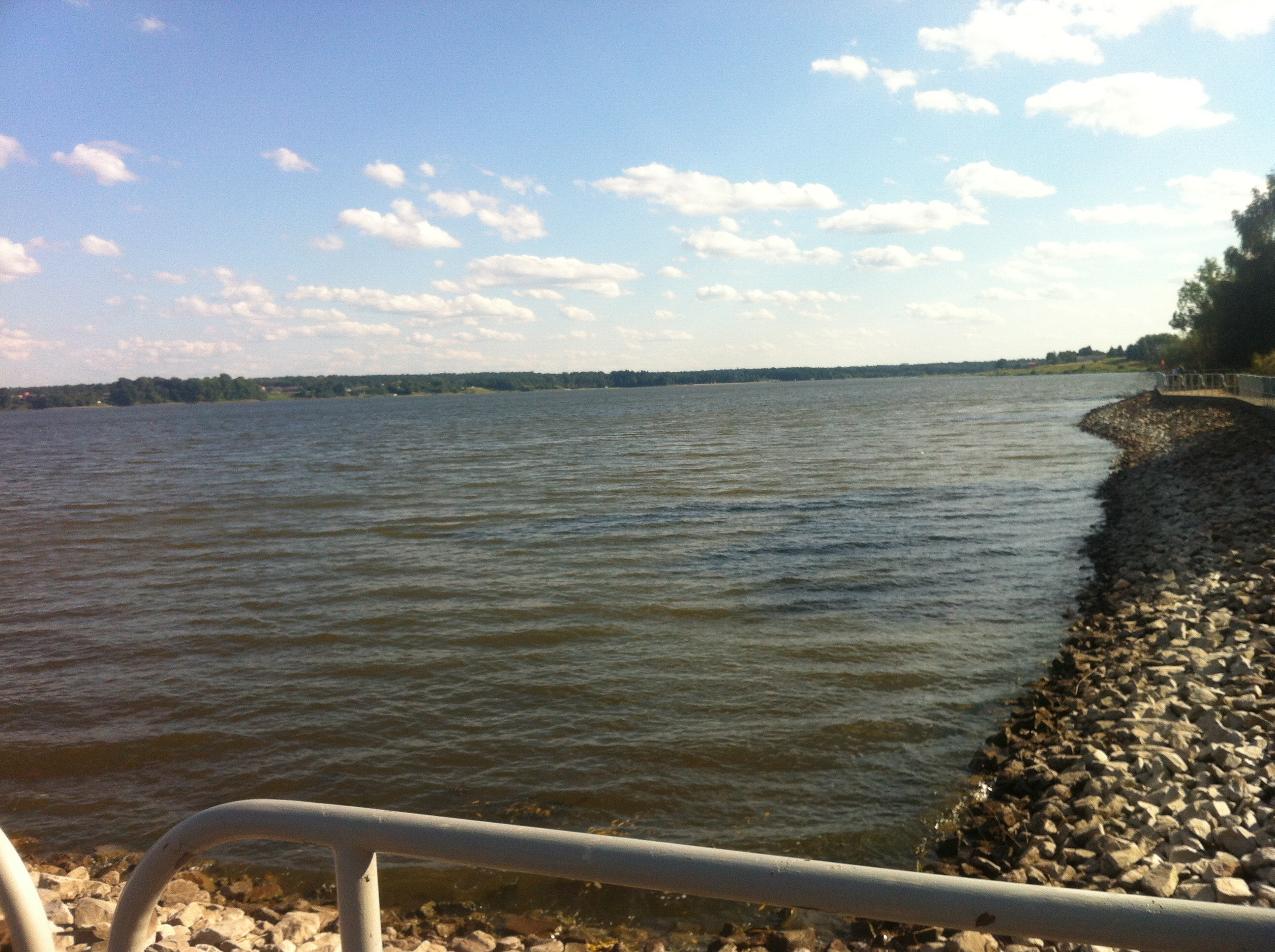
Widok od strony elektrowni
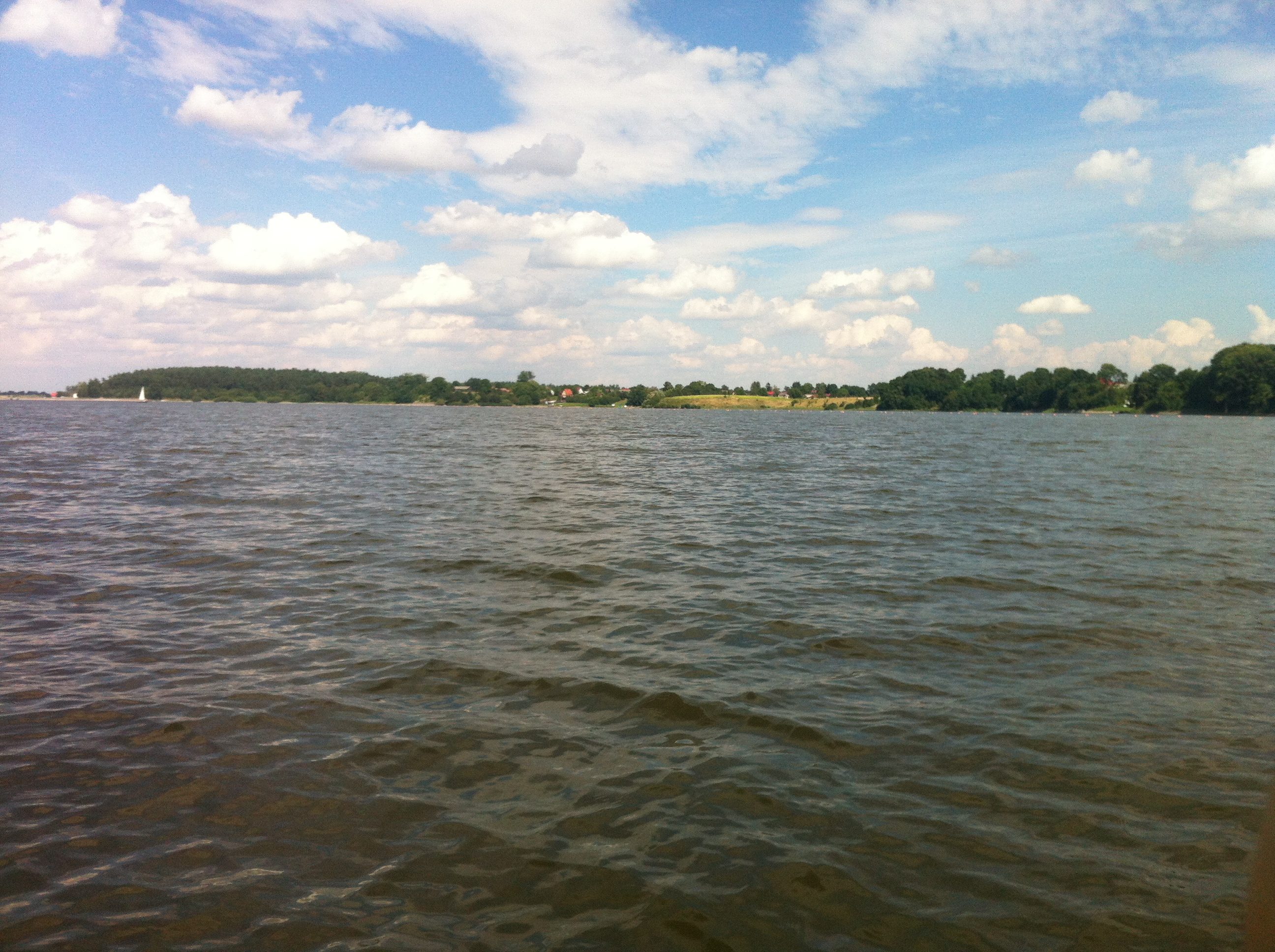
Widok ze środka zalewu, z łodzi
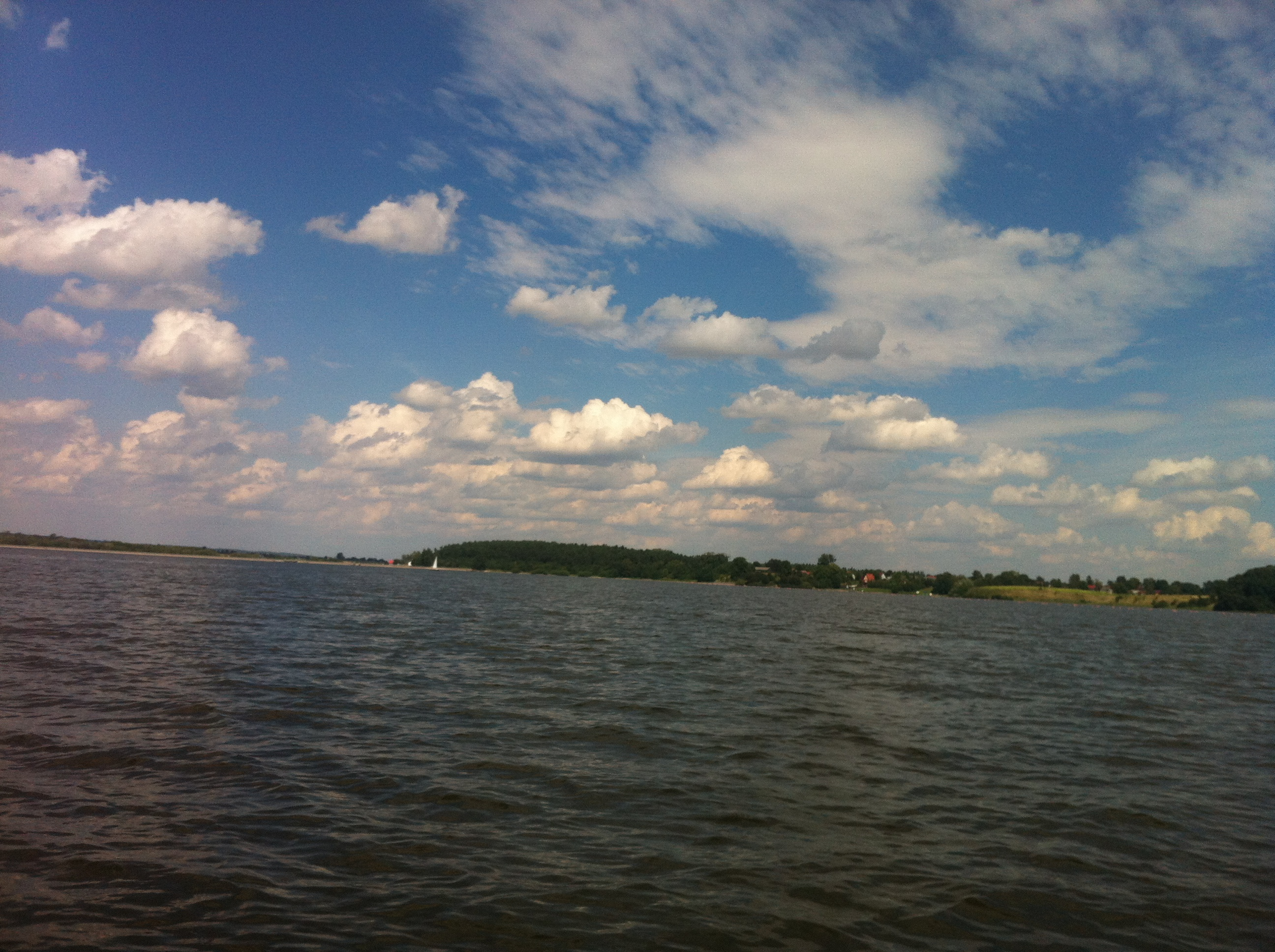
Widok ze środka zalewu, z łodzi